# 蒲亭镇
蒲亭镇，是中华人民共和国江西省九江市德安县下辖的一个乡镇级行政单位。

## 行政区划
蒲亭镇下辖以下地区：
东风社区、北门社区、义峰社区、大西门社区、雁家湖社区、曾家洼社区、工业园社区、朝阳村、牌楼村、桂林村、附城村、牛角湾水产场生活区和鱼苗场生活区。

## 交通
- 京九铁路：德安站